# ボードウォーク・エンパイア 欲望の街
『ボードウォーク・エンパイア 欲望の街』（ボードウォーク・エンパイア よくぼうのまち、原題: Boardwalk Empire）は、禁酒法時代のアトランティックシティを舞台に、実在の政治家イーノック・ジョンソンをモデルとしたイーノック・"ナッキー"・トンプソンの半生を描く、アメリカ合衆国のHBO製作のテレビドラマシリーズ。2010年にHBOで放送が始まり、2014年に第5シーズンで終了した。
原作は、ネルソン・ジョンソンの『Boardwalk Empire: The Birth, High Times, and Corruption of Atlantic City』。
日本では、WOWOWで2011年10月9日から第1シーズン、2013年1月11日から第2シーズン、2014年1月10日から第3シーズンを放送。2018年12月現在、Amazonビデオで全5シーズンが配信されている。

## 概要
パイロット版の製作費は1800万ドルで、マーティン・スコセッシが監督した。
2011年の第63回プライムタイム・エミー賞では18部門にエントリーされた。

## 登場人物

### 主要人物
イーノック・"ナッキー"・トンプソン(Enoch "Nucky" Thompson)
演 - スティーヴ・ブシェミ/日本語吹替 - 多田野曜平
アトランティック郡の腐敗した会計士。
ジェームズ・"ジミー"・ダーモディ(James "Jimmy" Darmody)
演 - マイケル・ピット/日本語吹替 - 石母田史朗
ナッキーのかつての弟子。プリンストン大学を中退し、第一次世界大戦に従軍した優等生。
マーガレット・シュローダー(Margaret Schroeder)
演 - ケリー・マクドナルド/日本語吹替 - 高橋理恵子
ネルソン・ヴァン・オルデン(Nelson Van Alden)
演 - マイケル・シャノン/日本語吹替 - 宮内敦士
イライアス・"イーライ"・トンプソン(Elias "Eli" Thompson)
演 - シェー・ウィガム/日本語吹替 - 入江崇史
ナッキーの弟でアトランティック郡の保安官。
アンジェラ・ダーモディ(Angela Darmody)
演 - アレクサ・パラディノ/日本語吹替 - 松井茜
アーノルド・ロススタイン(Arnold Rothstein)
演 - マイケル・スタールバーグ/日本語吹替 - てらそままさき
ニューヨーク市の有力なギャングで億万長者。
アル・カポネ(Al Capone)
演 - スティーヴン・グレアム/日本語吹替 - 落合弘治
チャールズ・"ラッキー"・ルチアーノ(Charles "Lucky" Luciano)
演 - ヴィンセント・ピアッツァ/日本語吹替 - 相原嵩明
ルーシー・ダンジガー(Lucy Danziger)
演 - パス・デ・ラ・ウエルタ/日本語吹替 - 行成とあ
チョーキー・ホワイト(Albert "Chalky" White)
演 - マイケル・ケネス・ウィリアムズ/日本語吹替 - 小田桐一
エディ・ケスラー(Eddie Kessler)
演 - アンソニー・ラチューラ/日本語吹替 - 真田五郎
ミッキー・ドイル(Mieczyslaw "Mickey Doyle" Kuzik)
演 - ポール・スパークス/日本語吹替 - 村治学
ルイス・ケストナー提督(Commodore Louis Kaestner)
演 - ダブニー・コールマン/日本語吹替 - 大木民夫
リチャード・ハロー
演 - ジャック・ヒューストン/日本語吹替 - 土田大
ジミーの仲間である元陸軍の狙撃兵。
ジリアン・ダーモディ(Gillian Darmody)
演 - グレッチェン・モル/日本語吹替 - 吉田陽子
ジミーの母親であり、ナッキーの長年の友人。
オーウェン・スレイター
演 - チャーリー・コックス/日本語吹替 - 鈴木幸二
ジップ・ロゼッティ
演 - ボビー・カナヴェイル/日本語吹替 - 西凜太朗
ナッキーに挑戦する冷酷なギャング。
ロイ・フィリップス
演 - ロン・リビングストン/日本語吹替 - 木下浩之
ピンカートン探偵社の探偵。
ヴァレンティン・ナルシス
演 - ジェフリー・ライト/日本語吹替 - 井上倫宏
ウィリー・トンプソン
演 - ベン・ローゼンフィールド
イーライの長男で、テンプル大学の学生であり、後に米国司法省の弁護士となる。

### リカーリング
マイヤー・ランスキー
演 - アナトール・ユセフ/日本語吹替 - 船木まひと
ベニー・シーゲル
演 - マイケル・ゼゲン/日本語吹替 - 西健亮
エスター・ランドルフ
演 - ジュリアン・ニコルソン
ナッキーを選挙違反と殺人の罪で起訴する米国連邦検事補。（シーズン2～4）
ガストン・ミーンズ
演 - スティーブン・ルート
偽造者、詐欺師、殺人容疑者で、後に米国司法省の特別捜査官となった。（シーズン3～4）
アンドリュー・W・メロン
演 - ジェームズ・クロムウェル
アメリカ合衆国財務長官。（シーズン3～4）
ハリー・M・ドーハティ
演 - クリストファー・マクドナルド/日本語吹替 - 有本欽隆
アメリカ合衆国司法長官。（シーズン1～3）
マニー・ホーヴィッツ
演 - ウィリアム・フォーサイス
フィラデルフィアのギャング。（シーズン2～3）
レオ・ダレッシオ
演 - マックス・カセラ
フィラデルフィアのギャング。（シーズン1）
ロジャー・マカリスター
演 - ビリー・マグヌッセン
ジリアン・ダーモディの恋人。（シーズン3）
J・エドガー・フーバー
演 - エリック・ラディン
連邦捜査局の初代長官。（シーズン4）
ジュリア・サゴースキー
演 - レン・シュミット/日本語吹替 - 加藤有生子
リチャード・ハロウの恋人。（シーズン3～4）
ジョージ・レムス
演 - グレン・フレシュラー
オハイオ州の酒類密造者、ナッキー・トンプソンの仲間。（シーズン2～4）
ドーター・メートランド
演 - マーゴット・ビンガム/日本語吹替 - 東條加那子
オニキス・クラブのジャズ歌手。（シーズン4～5）
ラルフ・カポネ
演 - ドメニク・ランバルドッツィ
アル・カポネの兄。（シーズン4～5）
サリー・ウィート
演 - パトリシア・アークエット/日本語吹替 - 松本梨香
フロリダ州タンパのスピークイージーとキューバのバーのオーナー。（シーズン4～5）
エマ・ハロウ
演 - キャサリン・ウォーターストン
リチャード・ハロウの双子の妹。（シーズン3～4）
ロバート・ベネット
演 - パッチ・ダラッグ/日本語吹替 - 松本保典

## エピソード一覧

### シーズン一覧
| シーズン | シーズン | エピソード | 米国での放送日                 | 米国での放送日                 |
| シーズン | シーズン | エピソード | 初回                           | 最終回                         |
| -------- | -------- | ---------- | ------------------------------ | ------------------------------ |
|          | 1        | 12         | 2010年9月19日                  | 2010年12月5日                  |
|          | 2        | 12         | 2011年9月25日                  | 2011年12月11日                 |
|          | 3        | 12         | 2012年9月16日                  | 2012年12月2日                  |
|          | 4        | 12         | 2013年9月8日                   | 2013年11月24日                 |
|          | 5        | 8          | 2014年9月7日                   | 2014年10月26日                 |
| トータル | トータル | 56         | 2010年9月19日 – 2014年10月26日 | 2010年9月19日 – 2014年10月26日 |

### シーズン1 （2010年）
| 通算 | 話数 | タイトル           | 原題                 | 監督                       | 米国放送日     | 視聴者数 (万人) |
| ---- | ---- | ------------------ | -------------------- | -------------------------- | -------------- | --------------- |
| 1    | 1    | 禁酒法時代の幕開け | Boardwalk Empire     | マーティン・スコセッシ     | 2010年9月19日  | 481             |
| 2    | 2    | 波紋               | The Ivory Tower      | ティモシー・ヴァン・パタン | 2010年9月26日  | 333             |
| 3    | 3    | 生き残った男       | Broadway Limited     | ティモシー・ヴァン・パタン | 2010年10月3日  | 341             |
| 4    | 4    | 目覚めた女         | Anastasia            | Jeremy Podeswa             | 2010年10月10日 | 257             |
| 5    | 5    | バリーグランの夜に | Nights in Ballygran  | アラン・テイラー           | 2010年10月17日 | 285             |
| 6    | 6    | 新たな不安         | Family Limitation    | ティモシー・ヴァン・パタン | 2010年10月24日 | 281             |
| 7    | 7    | ホーム             | Home                 | Allen Coulter              | 2010年10月31日 | 267             |
| 8    | 8    | 秘密の帳簿         | Hold Me in Paradise  | Brian Kirk                 | 2010年11月7日  | 321             |
| 9    | 9    | 凶弾               | Belle Femme          | Brad Anderson              | 2010年11月14日 | 298             |
| 10   | 10   | 鏡の中の自分       | The Emerald City     | Simon Cellan Jones         | 2010年11月21日 | 305             |
| 11   | 11   | パリスグリーン     | Paris Green          | Allen Coulter              | 2010年11月28日 | 300             |
| 12   | 12   | 平常への復帰       | A Return to Normalcy | ティモシー・ヴァン・パタン | 2010年12月5日  | 329             |

### シーズン2 （2011年）
| 通算 | 話数 | タイトル           | 原題                             | 監督                       | 米国放送日     | 視聴者数 (万人) |
| ---- | ---- | ------------------ | -------------------------------- | -------------------------- | -------------- | --------------- |
| 13   | 1    | 1921               | 21                               | ティモシー・ヴァン・パタン | 2011年9月25日  | 291             |
| 14   | 2    | 我ら自身           | Ourselves Alone                  | David Petrarca             | 2011年10月2日  | 259             |
| 15   | 3    | 危険なメイド       | A Dangerous Maid                 | Susanna White              | 2011年10月9日  | 286             |
| 16   | 4    | ターニングポイント | What Does the Bee Do?            | Ed Bianchi                 | 2011年10月16日 | 255             |
| 17   | 5    | 嘘とハッタリ       | Gimcrack & Bunkum                | ティモシー・ヴァン・パタン | 2011年10月23日 | 269             |
| 18   | 6    | 告解               | The Age of Reason                | Jeremy Podeswa             | 2011年10月30日 | 263             |
| 19   | 7    | 過去との再会       | Peg of Old                       | Allen Coulter              | 2011年11月6日  | 274             |
| 20   | 8    | 悲劇の始まり       | Two Boats and a Lifeguard        | ティモシー・ヴァン・パタン | 2011年11月13日 | 254             |
| 21   | 9    | ウイスキーと機関銃 | Battle of the Century            | Brad Anderson              | 2011年11月20日 | 255             |
| 22   | 10   | 代償               | Georgia Peaches                  | Jeremy Podeswa             | 2011年11月27日 | 273             |
| 23   | 11   | すべての始まり     | Under God's Power She Flourishes | Allen Coulter              | 2011年12月4日  | 297             |
| 24   | 12   | 失われし者に       | To the Lost                      | ティモシー・ヴァン・パタン | 2011年12月11日 | 301             |

### シーズン3 （2012年）
| 通算 | 話数 | タイトル             | 原題               | 監督                       | 米国放送日     | 視聴者数 (万人) |
| ---- | ---- | -------------------- | ------------------ | -------------------------- | -------------- | --------------- |
| 25   | 1    | ニューイヤーズ・イブ | Resolution         | ティモシー・ヴァン・パタン | 2012年9月16日  | 289             |
| 26   | 2    | ボトルネック         | Spaghetti & Coffee | Alik Sakharov              | 2012年9月23日  | 262             |
| 27   | 3    | 孤独                 | Bone for Tuna      | Jeremy Podeswa             | 2012年9月30日  | 236             |
| 28   | 4    | 強い男               | Blue Bell Boy      | Kari Skogland              | 2012年10月7日  | 211             |
| 29   | 5    | サプライズ           | You'd Be Surprised | ティモシー・ヴァン・パタン | 2012年10月14日 | 219             |
| 30   | 6    | 彼女たちの決断       | Ging Gang Goolie   | Ed Bianchi                 | 2012年10月21日 | 234             |
| 31   | 7    | 復活祭               | Sunday Best        | Allen Coulter              | 2012年10月28日 | 197             |
| 32   | 8    | 怒りの矛先           | The Pony           | ティモシー・ヴァン・パタン | 2012年11月4日  | 209             |
| 33   | 9    | 眩暈                 | The Milkmaid's Lot | Ed Bianchi                 | 2012年11月11日 | 206             |
| 34   | 10   | それぞれの計画       | A Man, a Plan…     | Jeremy Podeswa             | 2012年11月18日 | 218             |
| 35   | 11   | 最後の砦             | Two Imposters      | Allen Coulter              | 2012年11月25日 | 230             |
| 36   | 12   | 戦争                 | Margate Sands      | ティモシー・ヴァン・パタン | 2012年12月2日  | 273             |

### シーズン4 （2013年）
| 通算 | 話数 | タイトル         | 原題                 | 監督                       | 米国放送日     | 視聴者数 (万人) |
| ---- | ---- | ---------------- | -------------------- | -------------------------- | -------------- | --------------- |
| 37   | 1    | ニュー・ゲーム   | New York Sour        | ティモシー・ヴァン・パタン | 2013年9月8日   | 238             |
| 38   | 2    | 新参者           | Resignation          | Alik Sakharov              | 2013年9月15日  | 221             |
| 39   | 3    | 晴れのち土砂降り | Acres of Diamonds    | Allen Coulter              | 2013年9月22日  | 187             |
| 40   | 4    | オール・イン     | All In               | Kari Skogland              | 2013年9月29日  | 199             |
| 41   | 5    | 魔王             | Erlkönig             | ティモシー・ヴァン・パタン | 2013年10月6日  | 209             |
| 42   | 6    | きらきら星       | The North Star       | Allen Coulter              | 2013年10月13日 | 190             |
| 43   | 7    | 居場所           | William Wilson       | Jeremy Podeswa             | 2013年10月20日 | 216             |
| 44   | 8    | 仮面             | The Old Ship of Zion | ティモシー・ヴァン・パタン | 2013年10月27日 | 191             |
| 45   | 9    | 本当の嘘         | Marriage and Hunting | Ed Bianchi                 | 2013年11月3日  | 190             |
| 46   | 10   | 間一髪           | White Horse Pike     | ジェイク・パルトロー       | 2013年11月10日 | 208             |
| 47   | 11   | 拠り所           | Havre de Grace       | Allen Coulter              | 2013年11月17日 | 198             |
| 48   | 12   | グッバイ・ダディ | Farewell Daddy Blues | ティモシー・ヴァン・パタン | 2013年11月24日 | 218             |

### シーズン5 （2014年）
| 通算 | 話数 | タイトル           | 原題                           | 監督                       | 米国放送日     | 視聴者数 (万人) |
| ---- | ---- | ------------------ | ------------------------------ | -------------------------- | -------------- | --------------- |
| 49   | 1    | 少年時代           | Golden Days for Boys and Girls | ティモシー・ヴァン・パタン | 2015年9月7日   | 237             |
| 50   | 2    | 金の使い道         | The Good Listener              | Allen Coulter              | 2014年9月14日  | 181             |
| 51   | 3    | 神様の言うとおり   | What Jesus Said                | Ed Bianchi                 | 2014年9月21日  | 211             |
| 52   | 4    | 過去からの報せ     | Cuanto                         | ジェイク・パルトロー       | 2014年9月28日  | 205             |
| 53   | 5    | 不吉な予感         | King of Norway                 | Ed Bianchi                 | 2014年10月5日  | 194             |
| 54   | 6    | 復讐するは我にあり | Devil You Know                 | Jeremy Podeswa             | 2014年10月12日 | 155             |
| 55   | 7    | 心の傷             | Friendless Child               | Allen Coulter              | 2014年10月19日 | 195             |
| 56   | 8    | 黄金郷             | Eldorado                       | ティモシー・ヴァン・パタン | 2014年10月26日 | 233             |